# 율호
율호(Yulho Co., Ltd.)는 대한민국의  IT 솔루션 기업이다. 본사는 서울특별시 서초구 서초대로 6 13층에 위치해 있으며 대표이사는 이정남, 최용인이다. 최대 주주가 케이씨비그룹이며 2024년 삼성전자와 약 504억 원 규모의 슈퍼컴 증설 사업에 부품을 공급하는 계약을 체결했다 2024년 탄자니아 현지 대규모 니켈 흑연 광산 탐사권 확보한 바 있다

## 참고문헌
1. ↑  송승범, 한국IR협의회 기술분석보고서-율호, 2022-03-17
2. ↑  이정현, 율호, 이정남 최용인 각자대표이사로 변경, 이데일리, 2024-01-18
3. ↑  율호, '2차 전지' 등 사업 다각화, 머니투데이, March 28, 2025
4. ↑  율호, 삼성전자에 500억 슈퍼컴퓨터 부품 공급, 매일경제, 2024-04-01
5. ↑  오효진, 율호, 탄자니아 대규모 니켈 광산 및 흑연 광산 탐사권 확보, 벤처스퀘어, April 12, 2024